# حارة الياسمينة

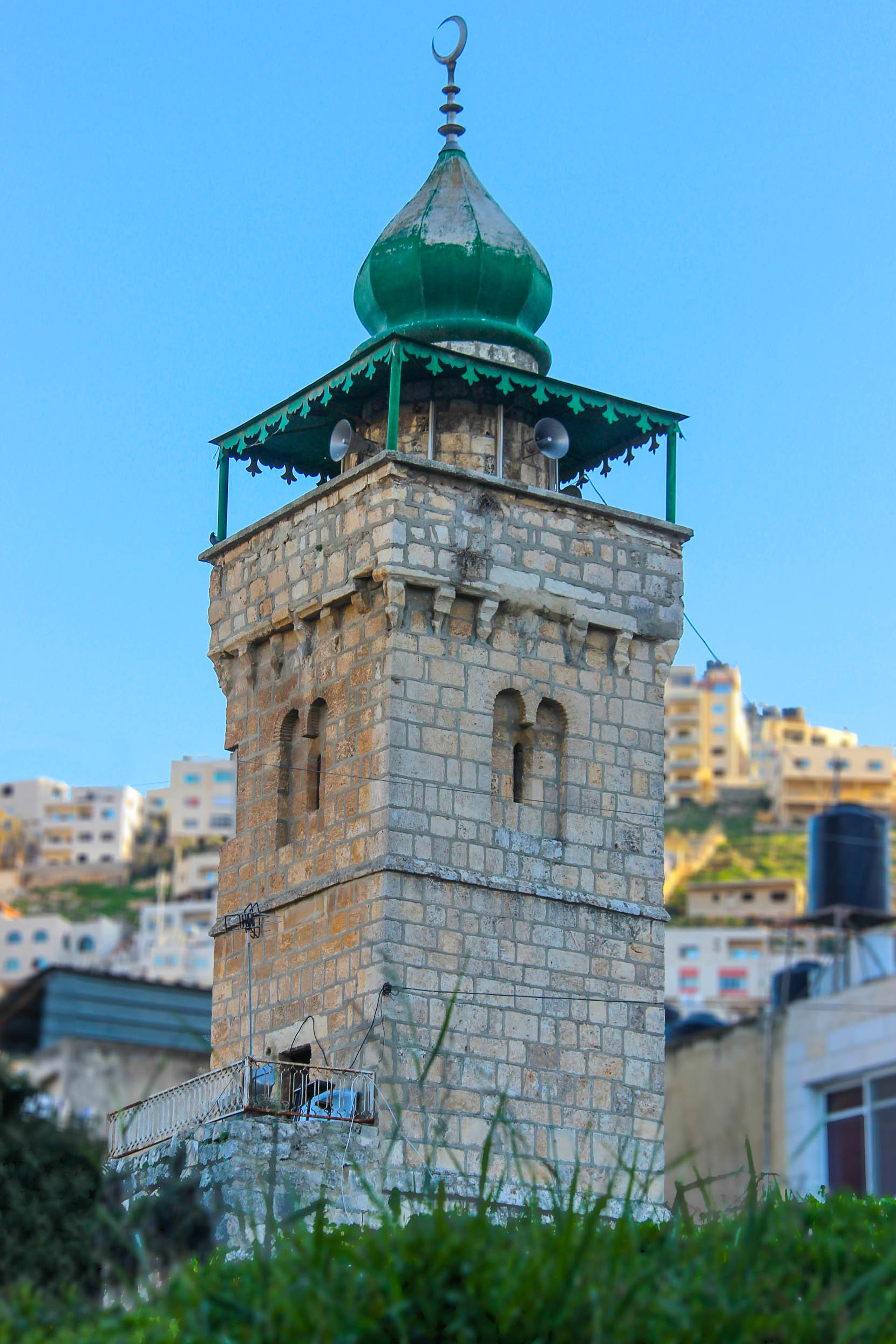
مئذنة جامع الخضراء في أقصى غرب حارة الياسمينة في نابلس

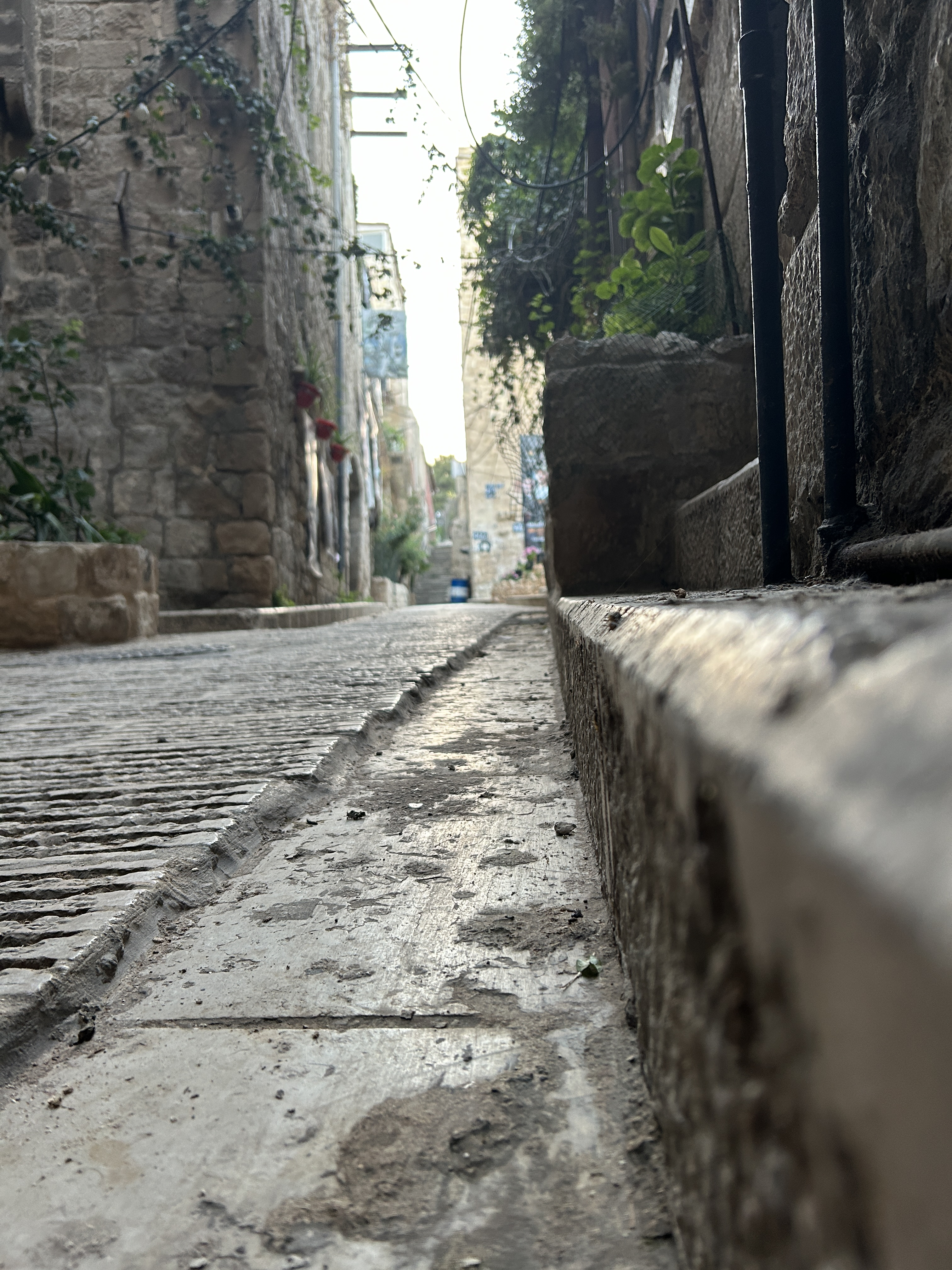
حارة الياسمينة

حارة الياسمينة أو حي الياسمينة أحد أحياء المدينة القديمة في نابلس في الضفة الغربية. تحتل الزاوية الجنوبية الغربية من المدينة القديمة وفيها جامع الخضراء. تحتوي الحارة على الكثير من أمثلة الفن المعماري القديم المتمثل في بيوت أنشئت قبل مئات السنين. من أفخر أبنيتها بيوت قصر عبد الهادي، يقع وسط حارة الياسمينة قرب جامع الساطون. يضم الحي عدة مصابن لصناعة الصابون ومساجد تاريخية مثل مساجد الخضراء والساطون والحنبلي والبيك وحمام السُمَرَة التركي. كانت تقطن الحي أقلية سامرية صغيرة في منطقة تدعى حارة السمرة قبل أن ينتقل معظمهم إلى قمة جبل جرزيم.

## الانتفاضة الثانية
كان الحي مسرحا رئيسيا لأحداث اجتياح المدينة في العام 2002. ولعب الحي دورا كبيرا في انتفاضة العام 1987، واجتياح 2002؛ حيث تعرض لعمليات هدم طالت مصابن ومحال ومنازل، وجرى هدم مدخل الحي بالمتفجرات لدى اقتحامه في بدايات الانتفاضة الثانية.

## وصلات خارجية
- موقع بلدية نابلس الرسمي.